# ACF Fiorentina (kvinder)
Fiorentina Women's Football Club er en italiensk fodboldklub for kvinder fra Firenze. Det er kvindernes afdeling af ACF Fiorentina. Kvindernes hold blev etableret i 2015. De blev nummer tre i deres første sæson i den beste række i italiensk kvindefodbold. De vandt ligaen i 2016-17.

## Aktuel trup
Oversigten er opdateret til og med 24. september 2020.
| Nr. | Land     | Position | Spiller            |
| --- | -------- | -------- | ------------------ |
| 1   | Sverige  | MM       | Stephanie Öhrström |
| 2   | USA      | MI       | Janelle Cordia     |
| 4   | Danmark  | FO       | Janni Arnth        |
| 5   | Italien  | FO       | Alice Tortelli     |
| 6   | Tyskland | MI       | Stephanie Breitner |
| 7   | Italien  | MI       | Greta Adami        |
| 8   | Portugal | MI       | Cláudia Neto       |
| 9   | Italien  | AN       | Daniela Sabatino   |
| 10  | Italien  | AN       | Tatiana Bonetti    |
| 11  | Italien  | MI       | Valery Vigilucci   |
| 12  | Italien  | MI       | Marta Mascarello   |

| Nr. | Land     | Position | Spiller                              |
| --- | -------- | -------- | ------------------------------------ |
| 14  | Holland  | MI       | Tessel Middag                        |
| 15  | Italien  | FO       | Chiara Ripamonti                     |
| 16  | Irland   | FO       | Louise Quinn                         |
| 18  | Italien  | AN       | Martina Piemonte                     |
| 20  | Italien  | MI       | Michaela Catena                      |
| 22  | Italien  | AN       | Sara Baldi (lejet fra Hellas Verona) |
| 23  | Italien  | FO       | Martina Fusini                       |
| 25  | Danmark  | MI       | Frederikke Thøgersen                 |
| 26  | Skotland | AN       | Lana Clelland                        |
| 30  | Italien  | FO       | Martina Zanoli                       |
| 71  | Italien  | MM       | Katja Schroffenegger                 |
|     | Italien  | MM       | Camilla Forcinella                   |